# Gualtiero III del Vexin

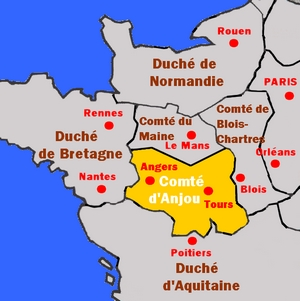
La Francia del Nord-ovest nel 1050

Gualtiero, in francese Gautier III (1030 circa – 1064 circa), fu conte del Vexin e di Amiens dal 1035 al 1063 e poi, dal 1062 al 1063 anche conte consorte del Maine.

## Origine
Figlio primogenito del conte del Vexin e di Amiens, Dreux [Drogo] di Mantes e di Godgifu d'Inghilterra (come è registrato nel capitulum n° XLVI consistente in una donazione fatta da Drogo con la moglie ed i figli, Rodolfo e Gualtiero III) una principessa anglo-sassone, figlia del re Etelredo II d'Inghilterra detto l'inetto e di Emma di Normandia (circa 985 – Winchester, 1052) figlia del duca di Normandia Riccardo I. Gualtiero era quindi il nipote del re d'Inghilterra, Edoardo il Confessore e cugino del duca di Normandia, Guglielmo il Bastardo.
 Dreux [Drogo] di Mantes era figlio del conte del Vexin e di Amiens, Gualtiero II del Vexin e di Adela, figlia del conte Gualtiero, come è registrato nel capitulum n° XLIII consistente in una donazione fatta da Gualtiero II con la moglie ed i figli, tra cui Drogo.

## Biografia
Gualtiero venne citato, assieme al padre, Drogo, per la prima volta, nel 1031, nel documento XIV di una donazione fatta dal padre all'abbazia di Jumièges.
Alla morte del padre, nel 1035, Gualtiero gli succedette nei titoli di conte del Vexin e di Amiens continuando la politica paterna di buone relazioni, sia col regno di Francia, che col ducato di Normandia.
Dopo il 1052, però, dato il guastarsi delle relazioni tra il re di Francia, Enrico I e il duca di Normandia, Guglielmo, Gualtiero cercò di mantenere buoni rapporti con entrambi, ma, nel 1057, passò in modo definitivo tra i sostenitori del re.
Nel febbraio 1055, Gualtiero fece una donazione per l'anima dei genitori e per sé stesso, senza fare riferimento ad una moglie.
Secondo il Chartres Saint-Père, II, Codex Diplomaticus Pars Tertia ex Schedis, Gualtiero fece un'altra donazione, sempre per l'anima di suo padre, nel 22 gennaio 1060, senza ancora citare la moglie.
Gualtiero aveva sposato Biota del Maine († ca. 1064), figlia femmina primogenita del conte del Maine, Eriberto I detto Evigilans canis (Cane Sveglio) (lo storico, Orderico Vitale, erroneamente la qualifica come figlia di Ugo IV, ma in realtà è figlia di Eriberto I) e della moglie, di cui non si conosce né il nome né la casata.
Quando il nipote di sua moglie Biota, il conte del Maine, Eriberto II morì nel 1062, senza eredi, prima che il duca di Normandia, Guglielmo il Bastardo, secondo gli accordi presi con Eriberto II (secondo lo storico, Orderico Vitale, Guglielmo il Bastardo stipulò un contratto di fidanzamento tra suo figlio (di pochi anni), Roberto (ca. 1051-1134), e Margherita, la sorella di Eriberto II, con la clausola che, alla morte di Eriberto II, senza eredi, il futuro genero, Roberto avrebbe ereditato la contea), prendesse possesso della contea, a nome di Margherita del Maine e il suo fidanzato, il figlio di Guglielmo, Roberto (ca. 1051-1134), i nobili della contea del Maine, elessero conti del Maine, Biota del Maine e suo marito, Gualtiero I († ca. 1064), conte del Vexin e di Amiens, che chiesero la protezione del nuovo conte d'Angiò, Goffredo III il Barbuto.
Guglielmo procedette all'occupazione del Maine, che, nonostante Goffredo il Barbuto, portò a termine nel corso del 1063, riuscendo a catturare il conte, Gualtiero, e la contessa, Biota, che furono incarcerati a Falaise in Normandia.
Dato che, sempre, nel 1063 era morta anche Margherita, Roberto, il figlio di Guglielmo duca di Normandia, prese possesso della contea del Maine.
I conti del Maine, Gualtiero e Biota, morirono a Falaise, pochi mesi dopo la cattura, nel 1064, secondo Orderico Vitale, causa avvelenamento (veneno fraudolenter infecti obierunt), e dato che, nel 1063 era morta anche Margherita, Roberto, il figlio di Guglielmo duca di Normandia, prese possesso della contea del Maine. Invece le contee del Vexin e di Amiens andarono al fratello maggiore di Gualtiero, il conte di Valois, Rodolfo III del Vexin, ad eccezione delle città di Pontoise e di Chaumont-en-Vexin che erano state occupate dal re di Francia.

## Discendenza
Di Gualtiero e Biota non si conosce alcuna discendenza.

## Ascendenza
|                           |                       |                         | Genitori                 |  |  | Nonni |  |  | Bisnonni              |  |  | Trisnonni |  |
|                           |                       |                         |                          |  |  |       |  |  | Gualtiero I di Valois |  |  | …         |  |
|                           |                       |                         |                          |  |  |       |  |  | Gualtiero I di Valois |  |  | …         |  |
|                           |                       | …                       |                          |  |  |       |  |  | Gualtiero I di Valois |  |  |           |  |
| Gualtiero II di Valois    |                       |                         |                          |  |  |       |  |  | Gualtiero I di Valois |  |  |           |  |
|                           |                       | …                       | …                        |  |  |       |  |  |                       |  |  |           |  |
|                           |                       | …                       | …                        |  |  |       |  |  |                       |  |  |           |  |
|                           |                       | …                       | …                        |  |  |       |  |  |                       |  |  |           |  |
| Drogone di Dreux          |                       | …                       |                          |  |  |       |  |  |                       |  |  |           |  |
|                           |                       | …                       | …                        |  |  |       |  |  |                       |  |  |           |  |
|                           |                       | …                       | …                        |  |  |       |  |  |                       |  |  |           |  |
|                           |                       | …                       | …                        |  |  |       |  |  |                       |  |  |           |  |
| Adela                     |                       | …                       |                          |  |  |       |  |  |                       |  |  |           |  |
|                           |                       | …                       | …                        |  |  |       |  |  |                       |  |  |           |  |
|                           |                       | …                       | …                        |  |  |       |  |  |                       |  |  |           |  |
|                           |                       | …                       | …                        |  |  |       |  |  |                       |  |  |           |  |
| Gualtiero III del Vexin   |                       | …                       |                          |  |  |       |  |  |                       |  |  |           |  |
|                           | Edgardo d'Inghilterra | Edmondo I d'Inghilterra |                          |  |  |       |  |  |                       |  |  |           |  |
|                           | Edgardo d'Inghilterra | Edmondo I d'Inghilterra |                          |  |  |       |  |  |                       |  |  |           |  |
|                           | Edgardo d'Inghilterra | Elgiva di Shaftesbury   |                          |  |  |       |  |  |                       |  |  |           |  |
| Etelredo II d'Inghilterra | Edgardo d'Inghilterra |                         |                          |  |  |       |  |  |                       |  |  |           |  |
|                           |                       | Elfrida d'Inghilterra   | Ordgar di Devon          |  |  |       |  |  |                       |  |  |           |  |
|                           |                       | Elfrida d'Inghilterra   | Ordgar di Devon          |  |  |       |  |  |                       |  |  |           |  |
|                           |                       | Elfrida d'Inghilterra   | …                        |  |  |       |  |  |                       |  |  |           |  |
| Godgifu d'Inghilterra     |                       | Elfrida d'Inghilterra   |                          |  |  |       |  |  |                       |  |  |           |  |
|                           |                       | Riccardo I di Normandia | Guglielmo I di Normandia |  |  |       |  |  |                       |  |  |           |  |
|                           |                       | Riccardo I di Normandia | Guglielmo I di Normandia |  |  |       |  |  |                       |  |  |           |  |
|                           |                       | Riccardo I di Normandia | Sprota                   |  |  |       |  |  |                       |  |  |           |  |
| Emma di Normandia         |                       | Riccardo I di Normandia |                          |  |  |       |  |  |                       |  |  |           |  |
|                           |                       | Gunnora di Normandia    | …                        |  |  |       |  |  |                       |  |  |           |  |
|                           |                       | Gunnora di Normandia    | …                        |  |  |       |  |  |                       |  |  |           |  |
|                           |                       | Gunnora di Normandia    | …                        |  |  |       |  |  |                       |  |  |           |  |
|                           |                       | Gunnora di Normandia    |                          |  |  |       |  |  |                       |  |  |           |  |

### Fonti primarie
- (LA)  Cartulaire des abbayes de Saint-Pierre de la Couture et de Saint-Pierre de Solesmes[collegamento interrotto].
  - (FR) Cartulaire des abbayes de Saint-Pierre de La Couture et de Saint-Pierre de Solesmes, su Bibliothèque numérique patrimoniale des bibliothèques de l'Université Grenoble Alpes. URL consultato il 16 dicembre 2021.
  - (FR) Cartulaire des abbayes de Saint-Pierre de La Couture et de Saint-Pierre de Solesmes;..., su Yale University Library Digital Collection, 1881. URL consultato il 16 dicembre 2021.
- (LA)  Historia Ecclesiastica.
- (LA)  Chartres Saint-Père I, Liber Septimus.
- (LA)  Chartes de l'abbaye de Jumièges, Tome I c 825-1169 .

### Letteratura storiografica
- Louis Halphen, "La Francia dell'XI secolo", cap. XXIV, vol. II (L'espansione islamica e la nascita dell'Europa feudale) della Storia del Mondo Medievale, 1999, pp. 770–806.
- William John Corbett, "L'evoluzione del ducato di Normandia e la conquista normanna dell'Inghilterra", cap. I, vol. VI (Declino dell'impero e del papato e sviluppo degli stati nazionali) della Storia del Mondo Medievale, 1999, pp. 5–55.